# Sorel-Tracy
Sorel-Tracy è un comune del Canada, situato nella provincia del Québec, nella regione di Montérégie.